# Jeffrey Hayden
Jeffrey Hayden (ur. 15 października 1926 w Nowym Jorku, zm. 24 grudnia 2016 w Los Angeles) – amerykański reżyser i producent telewizyjny. Jego żoną była aktorka Eva Marie Saint.

## Filmografia
- 1979–1980: Bad News Bears, The
- 1980–1988: Magnum
- 1980: Stąd do wieczności
- 1981–1982: Mr. Merlin
- 1982–1986: Nieustraszony
- 1982–1983: Powers of Matthew Star, The
- 1983–1984: Emerald Point N.A.S.
- 1983–1984: Mississippi, The
- 1984: Legmen
- 1988–1994: Gorączka nocy